# Josef Tomášek (lidovecký politik)
Josef Tomášek (26. března 1907 Svébohov – 22. srpna 1980 Svébohov) byl český a československý politik Československé strany lidové a poválečný poslanec Ústavodárného Národního shromáždění. Po roce 1948 politicky pronásledován a vězněn.

## Biografie
Pocházel z chudé vesnice na Zábřežsku. Vystudoval dvouletou hospodářskou školu ve Šilperku (dnes Štíty), odbornou lukařskou školu v Rožnově pod Radhoštěm a reálné gymnázium v Brně. Od mládí byl aktivním členem katolických organizací - mládežnického spolku Omladina a tělocvičné organizace Orel. Působil i v Šamalíkově Svazu lidových zemědělců a ve Svazu absolventů hospodářských škol. Zajímal se i o literární tvorbu, pod pseudonymem Václav Jarský napsal několik nenáročných divadelních her. V letech 1936-1945 byl zaměstnán coby tajemník v Ústředí hospodářských škol v Brně. Po 2. světové válce se vrátil do Svébohova, kde pracoval na rodném hospodářství. Stal se funkcionářem ČSL. Byl členem krajské lidové rady v Olomouci a horlivým stranickým agitátorem.
V parlamentních volbách v roce 1946 byl zvolen poslancem Ústavodárného Národního shromáždění za ČSL. V parlamentu setrval do konce funkčního období, tedy do voleb do Národního shromáždění roku 1948. Působil v zemědělském výboru. V parlamentu se orientoval na zemědělská témata a patřil mezi skupinu podobně zaměřených poslanců (Štěpán Benda, Rostislav Sochorec atd.), kteří dokázali až do roku 1948 blokovat komunistické plány na pozemkovou reformu. Odmítali zejména zábor církevní půdy v rámci revize pozemkové reformy.
Po únoru 1948 sice nebyl vyloučen z ČSL ani z parlamentu, ale nebyl už navržen na jednotnou kandidátku Národní fronty ve volbách v květnu 1948. V lednu 1949 byl zatčen a v zinscenovaném procesu 1. listopadu 1949 odsouzen na 25 let žaláře. V roce 1960 byl amnestován, poté pracoval v JZD Svébohov. V roce 1963 se dokonce stal předsedou. V době pražského jara se krátce vrátil do politiky, v červnu 1968 byl zvolen předsedou okresního výboru ČSL v Šumperku. Za normalizace odešel z politiky a od roku 1973 do své smrti vedl kroniku své rodné obce.